# 石井満隆
石井 満隆（いしい みつたか、1939年1月4日 - 2017年7月19日）は　舞踏家、俳優、舞踏療法士、料理研究家。

## 略歴
- 1939年 - 香川県小豆島に生まれる。
- 1957年 - 上京。日本大学芸術学部入学。在学中から３年間石井漠に師事し、モダンダンス、バレエを学ぶ。
- 1960年 - 60年安保舞台芸術家集会で土方巽に出会い、７年間師事する。土方、大野一雄等と暗黒舞踏派を結成。
- 1961年 - 日本大学芸術学部演劇科卒業。
- 1965年 - 東京青年バレエ団入団。
- 1967年 -「舞踏ジュネ」（日比谷第一生命ホール）で初舞台。
- 1968年 -「おじゅね抄」（銀座ガスホール）
- 1968年 - 岡部道男監督映画「クレージーラブ」に出演
- 1969年 -「舞踏市　盲泥棒篇」（池袋球体劇場）独立舞踏公演。紅テント状況劇場客演。
- 1970年 - 交通事故に遭い、背骨を折る大怪我をする。療養中に渡欧を決意。

### 渡欧（1971年〜1979年）
- 1971年 - ４５ドルと片道切符を持ち、ナホトカ航路でロシアから欧州へ渡る。ロンドン、コヴェント・ガーデンのダンス・センターで日本人マイム教師として働きながらソーホー劇場、Ovalhouse,  Mercury 劇場などで公演。
- 1972年 - ベルギー、フランス、イタリア、ドイツへヒッチハイク旅行。各地で舞踏と料理の腕前を披露する。
- 1973年 - 石井満隆ロンドン舞踏公演 ラウンドハウスで「Rain In the Face」（ポール・バーウェルとデヴィッド・トゥープのデュオ）と共演  (7月13日〜16日),  ハムステット・シアター (ロンドン） エコール・デ・ボザール （パリ）de Lantaren（ロッテルダム）Melkweg （アムステルダム）。
- 1974年 -ドイツ、オランダの劇場やフェスティバルを中心に公演。
- 1975年 - アムステルダム市立美術館始め、ドイツ各地で公演。ハンブルクの屠殺場ビルの最上階をスタジオに改装して舞踏と自然食をドイツやアメリカの若者に教え始める。妻ベッティーナ・クラインハンネス、玉野黄市と、ヴォルプスヴェーデ芸術家村で公演。種村季弘と再会する。
- 1976-1978 -ドイツ、デンマーク、オランダ各地の劇場、アート・フェスティバルに出演するかたわら、ワークショップを開催。映画制作も行う。

### 帰国
- 1979 - 帰国。「帰って来た自然神」<石井満隆帰国記念全国縦横無尽リサイタル>。
- 1980 - ドイツ、ゲッティンゲンでの公演、ベルリン・ジャズ・フェスティバル参加、風倉匠、クリストフ・シャルルらとのヨーロッパツアー「巨大都市の原生」。
- 1981 - 1983 青森県八戸市の精神病院「青南病院」で日本初の舞踏療法を試み、精神医療の分野に大きな影響を与える。
- 1982 -「自在」公演および肉体と音の出会いによるワークショップ（共演：原田修三郎、ベッティーナ・クラインハンネス　演奏： Helmuth Newman, 松本清志）
- 1983 -「石井満隆ウィークエンドワークショップ'83 穂高夏期合宿」
- 1984 -「自在II」公演　（演奏：井上敬三／サックス）
- 1985 -「TOKYO ART CELEBRATION」
- 1986 -「'86 PERFORMANMCE FESTIVAL IN HINOEMATA」（檜枝岐、福島） "Ishii Mitsutaka and Black Sun"（サーペンタイン・ギャラリー, ロンドン）,「BUTOHフェスティバル」（ベルリン）
- 1987 -「石井満隆の三夜 "オリーブの葉脈"より」
- 1988 - 土方巽追悼公演で風倉匠、小杉武久と共演。
- 1989 -「土のめ　てんのあな」舞踏イベント（新橋ギャラリースペース、共演：竹田賢一、大串孝二）
- 1990 - 日韓行為芸術祭「交隣」
- 1992 -「巨大都市の原生」、BUTOH TANZ WORKSHOP (フライブルク)
- 1993 - BUTOH WORKSHOP (ニュルンベルク)
- 1994 - MAMU BUTOH & JAZZ Festival Göttingen (ゲッティンゲン)、"NEVER COMPROMISE" (法政大学　共演：ミシャ・メンゲルベルク、豊住芳三郎、佐藤通弘、灰野敬二)
- 1995 - Performance & Workshop （チューリッヒ）
- 1996 - 横浜STスポット公演、PHYONG-TAEK INTERNATIONAL ARTS FESTIVAL（韓国）参加、宇都宮市大谷石発掘場跡、大谷資料館での公演、ワークショップ
- 1997 -「自在」舞踏公演（大谷石地下採掘場跡）
- 1998 - 第81回横浜舞踏公演「ドンキホーテ　シリーズ自在」
- 2000 - Mitsutaka Ishii Butoh-Tanz Workshop May 2000 (Tübingen)
- 2003 - ミシャ・メンゲルベルク（ph) 豊住芳三郎（Ds, perc)と共演（法政大学）
- 2005 - 深町純と共演（ドイツ文化センター）
- 2007 - 大野一雄１００歳記念公演（神奈川青少年センター）
- 2009 - 大野一雄フェスティバル（BankART NYK）
- 2011 -「美学校　特別講座 踊りと身体。舞踏家に聞く」講師（神田美学校)
- 2015 -「ギグメンタ2015 舞踏市」（キッド・アイラック・アート・ホール、世田谷）
- 2017 - 肺炎により死去。享年78。

## 受賞歴
- 1970年	- 「エクスパンデッド・アート・フェスティバル」で厚木凡人、邦千谷とともに第2回舞踊批評家協会賞受賞。

## その他
弟子に岩下徹、イシデタクヤ、小倉良博、ノトヤ浩一、中西晶大などがいる。 